# 巴比倫曆
巴比伦曆是古代美索不達米亞地區的人制定的一種阴阳历，平年由12个朔望月组成。大小月數量相同。大月30天，小月29天。平年共有354天。閏年有13個月，共有383天或384天。該曆法於前2100年左右確立原則。一月叫做尼散奴，以新月作為月的開始。歲首則始於春分。